# Masque Teatro
Masque Teatro è una compagnia teatrale italiana fondata a Bertinoro nel 1992 da Lorenzo Bazocchi, Catia Gatelli. Nel 1998 si aggrega stabilmente alla compagnia Eleonora Sedioli.

## Storia del gruppo
I Masque Teatro furono fondati da Lorenzo Bazocchi e Catia Gatelli nel 1992 a Bertinoro.
Dal 1994 sono ideatori e organizzatori del festival Crisalide.
Gli spettacoli di Masque Teatro sono stati ospitati in Italia e all'estero: Teatro Valle-Roma, Teatro Vascello-Roma, Musei capitolini, Centrale Montemartini-Roma, Teatro India-Roma, CRT-Milano, Teatro Franco Parenti-Milano, La Triennale di Milano, Teatro delle Passioni-Modena, Arena del Sole-Bologna, Laboratori DAMS, la Soffitta-Bologna, Teatro studio-Scandicci(FI), Teatro della Limonaia-Sesto Fiorentino, Politeama Rossetti-Trieste, Teatro Sanzio di Urbino, Teatro Rasi-Ravenna, Teatro Diego Fabbri-Forlì, Santarcangelo dei Teatri - Festival Internazionale del Teatro in Piazza (1993, 1999, 2004), VolterraTeatro, Inequilibrio Festival, Festival Opera Prima-Rovigo, LTD Performing Arts Festival-Torino, Mayfest, Glasgow, Scènes étrangères-Villeneuve d’Ascq, Infant Festival-Novisad, Bitef Festival-Belgrado, Orestiadi di Gibellina (TP).

## Spettacoli
- 2012 - Pentesilea
- 2011 - Just intonation
- 2009 - La macchina di Kafka
- 2008 - HEAD VI
- 2007 - Materia cani randagi
- 2005 - Il ragazzo criminale
- 2004 - Davai
- 2003 - Postanovscik
- 2001 - Omaggio a Nikola Tesla
- 1999 - Eva futura
- 1998 - La montagna dei segni
- 1997 - I vapori della sposa
- 1996 - Nur mut
- 1995 - Coefficiente di fragilità
- 1994 - Seleniazesthai
- 1993 - Prigione detto Atlante

## Premi
- Premio Ubu Speciale2000,
- Premio Francesca Alinovi, oggi Premio Alinovi Daolio all'attività artistica.